# 加永路
加永路（Rue Gaillon）是法国巴黎第二区的一条街道，长127米，宽12米，南起歌剧院大街28号，北到圣奥古斯丁路（Rue Saint-Augustin）35号。

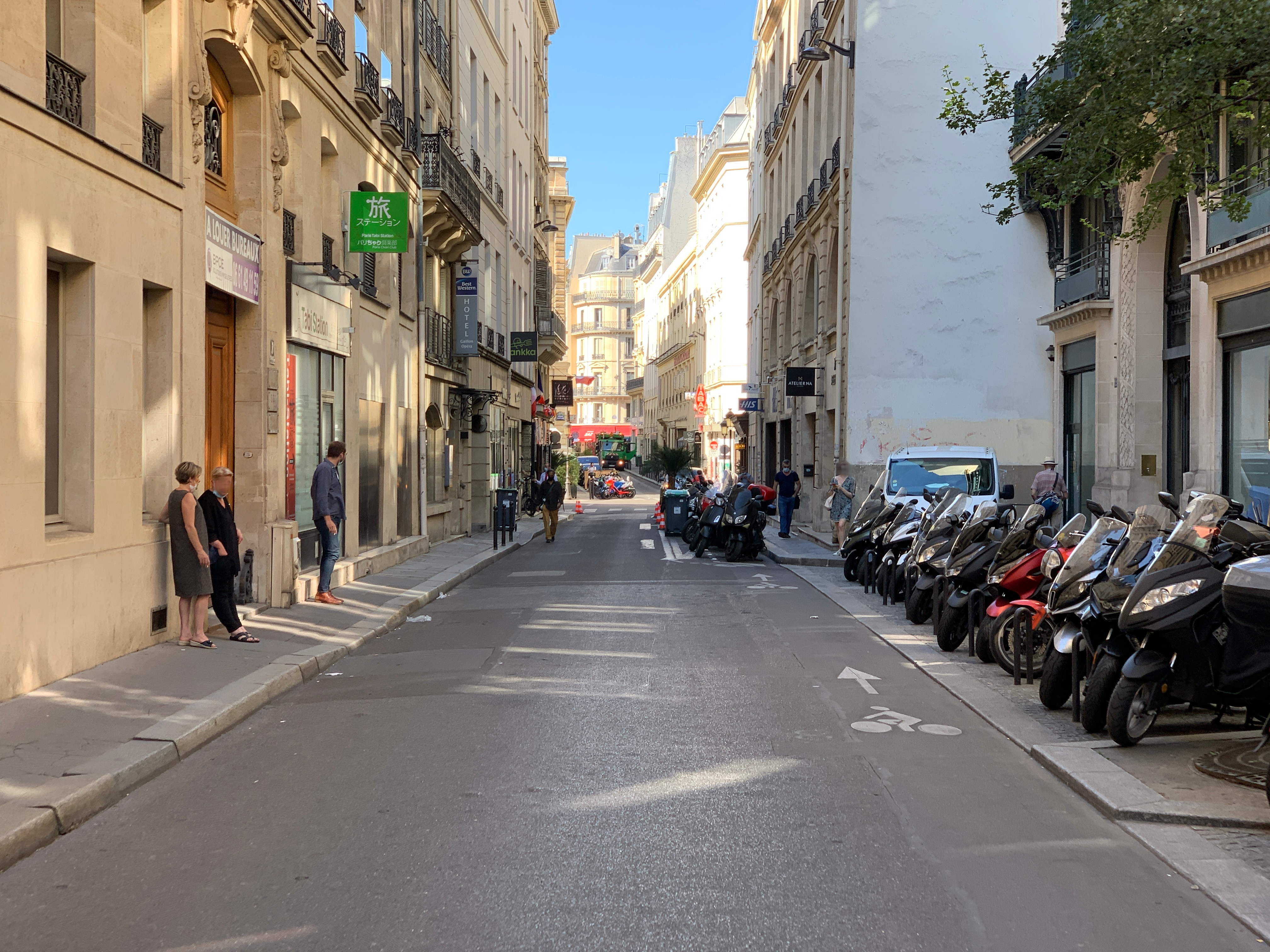
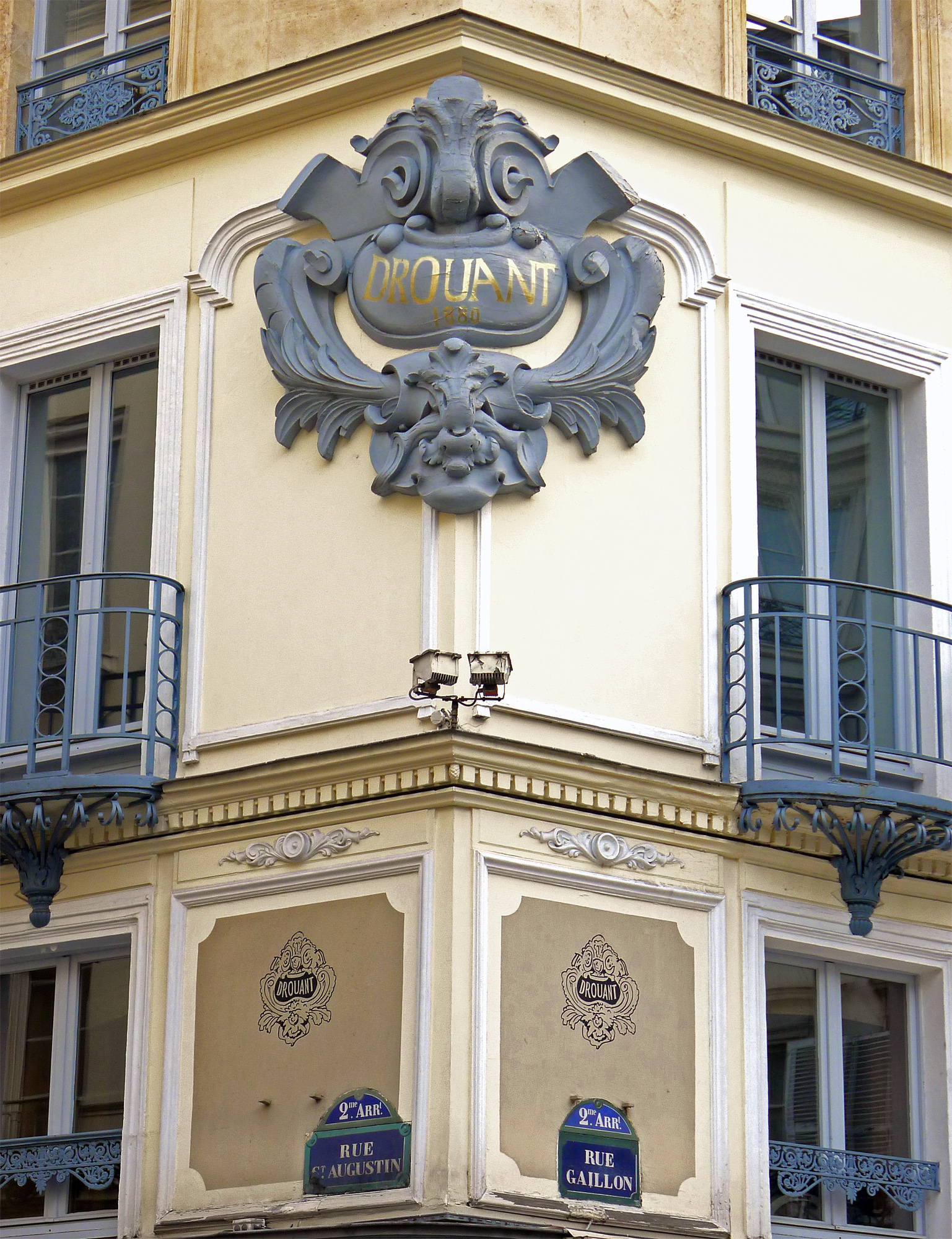
德胡昂饭店
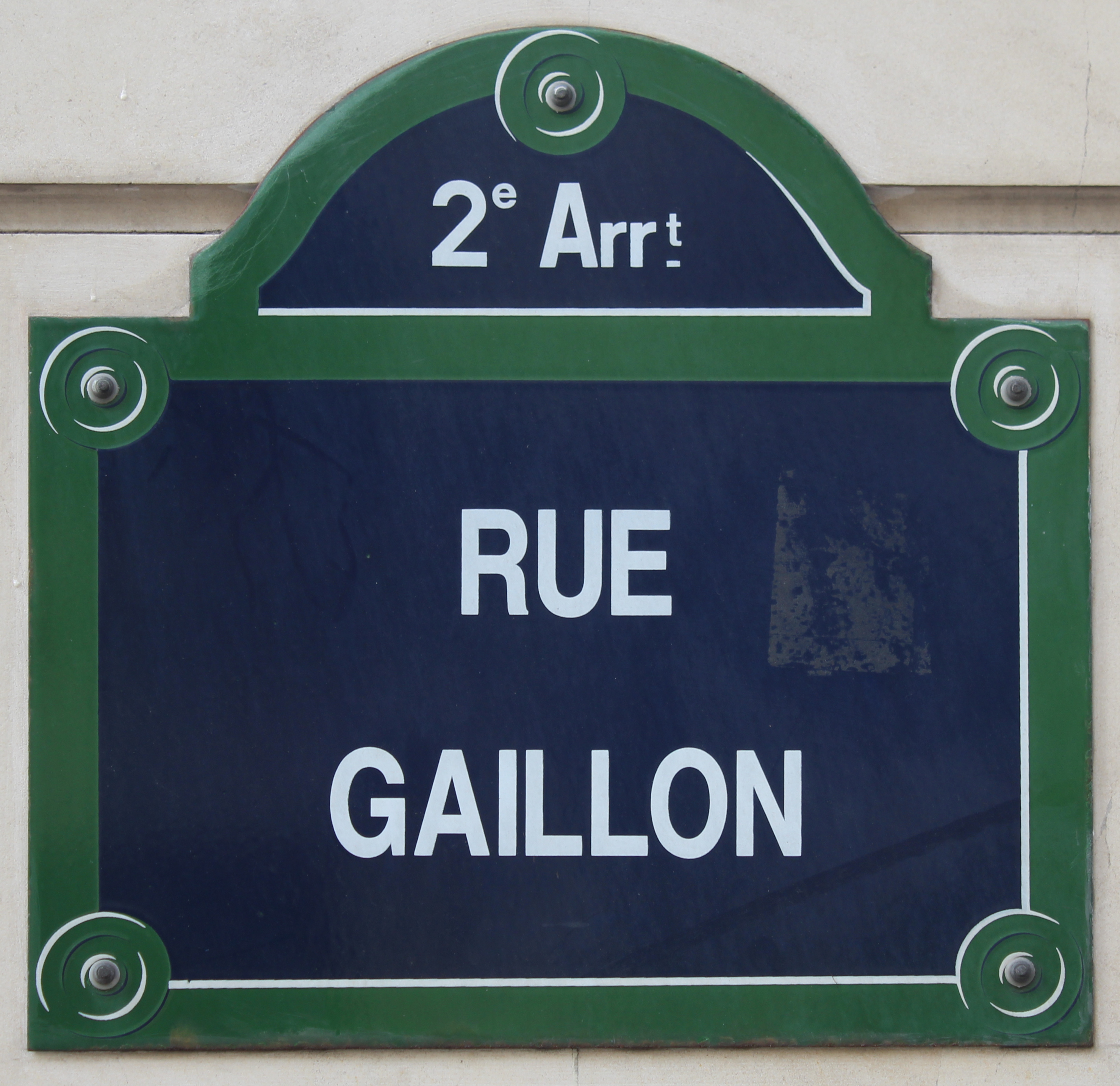

## 名称
名称又来源于原加永府邸（hôtel de Gaillon），现在是圣罗格堂（Église Saint-Roch）的所在地。

## 历史
1495年，这条路称为“ruelle Michaut-Riegnaut”，1525年称为“rue Michaut-Regnaut”。在1636年的一份手稿中称为“rue de Gaillon”。1678年改为现名。其名称来自路易十三城墙上的加永门（porte Gaillon），位置在现在的意大利人大道（rue de la Michodière），在米绍迪耶尔路（rue de La Michodière）对面。
1700年，加永门拆除，1703年7月3日，议会作出一项决定，加永路的一部分被拆除,直到新圣奥古斯丁路（rue Neuve-Saint-Augustin）。
革命期间曾称为“蒙塔涅路”（rue de la Montagne）。

## 建筑
- 8号：裁缝弗兰兹·瑞切特（1878-1912）1907年起居住的建筑现已不复存在。他在这里试穿他的降落衣。1912年2月4日，他身穿自己设计的降落衣，从埃菲尔铁塔跳下进行实验身亡。
- 18号：德胡昂饭店（Drouant）